# Las Palmas (Los Santos)
Las Palmas è un comune (corregimiento) della Repubblica di Panama situato nel distretto di Macaracas, provincia di Los Santos. Si estende su una superficie di 42,4 km² e conta una popolazione di 436 abitanti (censimento 2010).